# Demócratas Independientes
Demócratas Independientes (en inglés: Independent Democrats) o ID fue un partido político sudafricano de tendencia liberal que existió entre 2003 y 2014. Fue fundado por Patricia de Lille, hasta entonces miembro del Congreso Panafricano de Azania (APC). Sus principales bastiones electorales fueron Cabo del Norte y Cabo Occidental. En la década de 2010, comenzó a negociar con Alianza Democrática, principal partido de la oposición sudafricana, para fusionarse dentro del partido y fortalecerlo de cara a los comicios de 2014. Finalmente, ese año, la fusión se completó, y el partido dejó de existir.

## Manifiesto electoral de 2009
Antes de las elecciones nacionales de 2009 , la ID lanzó un manifiesto en el que prometía que, si eran elegidos para gobernar, aumentarían la dotación de personal del Servicio de Policía de Sudáfrica a 200,000, reclutarían 5,000 trabajadores sociales para operar en comunidades afectadas por el crimen, harían que Sudáfrica líder en energías renovables y financia una subvención social mínima gravando bienes de lujo, tabaco y alcohol. Además, prometieron que un "gobierno de identidad despediría a un ministro cuyo departamento recibió una auditoría calificada por dos años consecutivos".

## Fusión con DA
En 2010, la líder de ID Patricia de Lille formalizó un acuerdo para fusionarse con la Alianza Democrática. Los dos partidos se fusionarán por completo en 2014. Debido a esto, ID no disputó las elecciones locales de 2011 como una entidad separada, sino que presentó a sus candidatos en las boletas de DA. En febrero de 2012, la líder parlamentaria de la DA, Lindiwe Mazibuko, reorganizó su gabinete clandestino, que incluía el nombramiento de miembros de ID para varias carteras por primera vez. Finalmente, antes de los comicios generales de 2014, se completó la fusión.

## Resultados electorales

### Elecciones generales
|  | 1.70 % |

|  | 0.92 % |

### Elecciones municipales
| Año  | Votos   | %               |
| ---- | ------- | --------------- |
| 2006 | 530.912 | \| \| 2.02 % \| |
|      | 2.02 %  |                 |